# Hjärtlockvävare
Hjärtlockvävare (Saaristoa firma) är en spindelart som först beskrevs av O. Pickard-Cambridge 1905.  Hjärtlockvävare ingår i släktet Saaristoa och familjen täckvävarspindlar. Arten är reproducerande i Sverige. Inga underarter finns listade i Catalogue of Life.